# Asahi (bier)

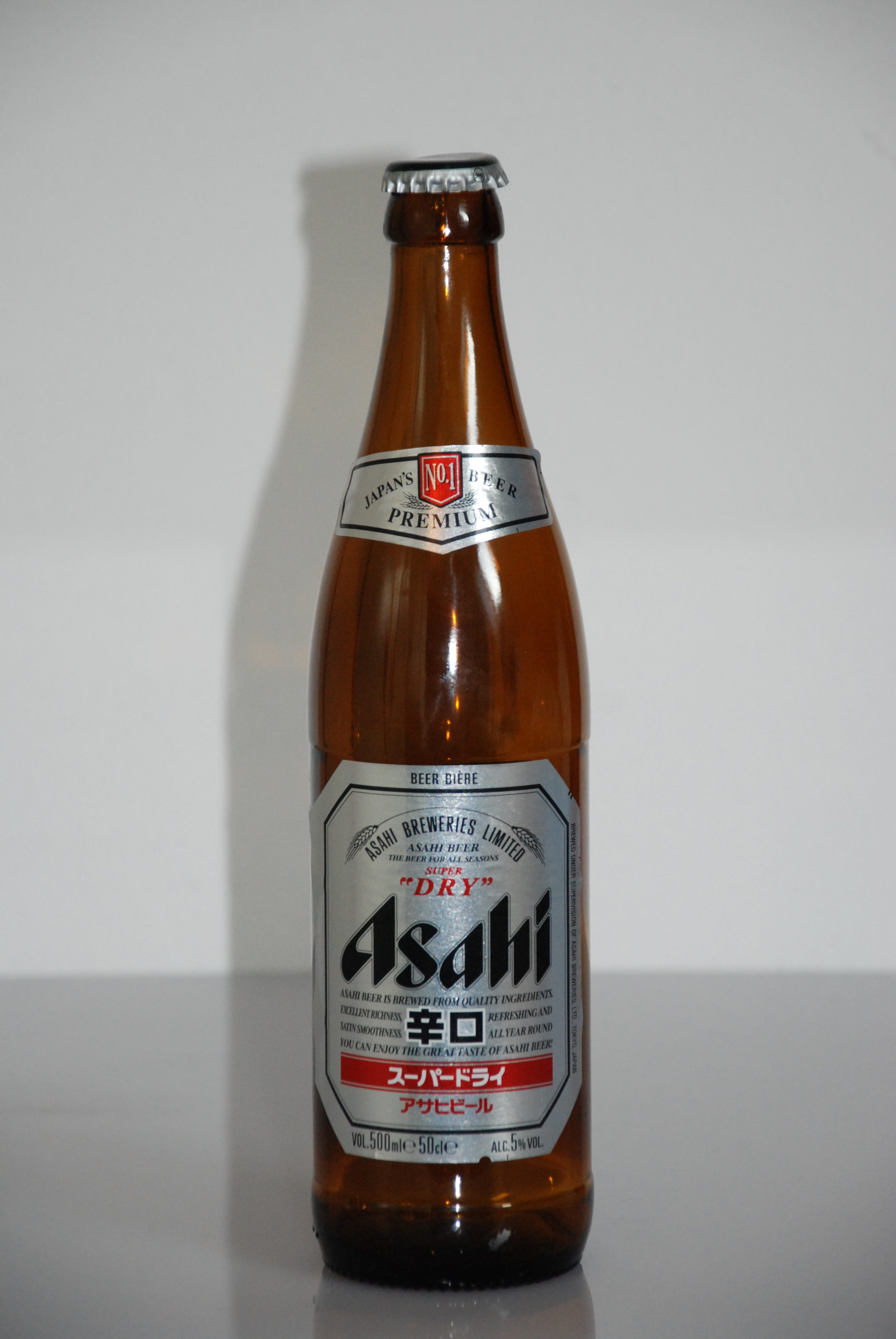
Bierfles Asahi Super Dry

Asahi is een Japans biermerk dat gebrouwen wordt door Asahi Breweries (アサヒビール株式会社, Asahi Bīru Kabushiki Gaisha). Asahi is Japans voor rijzende zon. In Japan heeft het merk een marktaandeel van ongeveer 50%.
Een bekende biersoort van Asahi is Asahi Super Dry, dit is bier met een alcoholpercentage van ongeveer 5%, dat ook naar andere landen geëxporteerd wordt en onder meer in het Verenigd Koninkrijk gebrouwen wordt. Sinds 1987 wordt dit bier gebrouwen.
Een van de fabrieken van de Asahi Brouwerij staat in de stad Saijo, die ook wel Bronwaterstad van Japan wordt genoemd.